# Patrick Pemberton
Patrick Alberto Pemberton Bernard (Puerto Limón, 24 april 1982) is een Costa Ricaans voetballer die speelt voor de club Alajuelense in de Primera División. Hij debuteerde in 2010 in het Costa Ricaans voetbalelftal.

## Clubcarrière
De doelman tekende in 2003 een contract bij Alajuelense, maar kwam in zijn eerste seizoen niet in actie op het hoogste competitieniveau in Costa Rica. Hij vertrok in 2004 voor de duur van één seizoen naar AD Carmelita, een club die tegenwoordig uitkomt in de nationale tweede divisie, maar toen op gelijk niveau met Alajuelense speelde. Hij keerde na het seizoen direct terug bij de club uit Alajuela, waar hij in het seizoen 2006/07 eenmaal voor uitkwam, maar vanaf de bank moest toezien hoe zowel de Apertura als Clausura verloren ging in de finale van Deportivo Saprissa. Ook in het seizoen 2008/09, waarin hij veertienmaal in de competitie het doel speelde, versloeg Saprissa de club van Pemberton in de finale. Vanaf 2010 werd hij frequenter opgesteld, met als resultaat dat hij in de seizoenen in 2011 en 2012 de basisdoelman was van Alajuelense. De CONCACAF Champions League 2011/12 was het eerste internationale bekertoernooi waaraan hij deelnam. Op 15 september 2011 speelde hij zijn eerste internationale wedstrijd tegen het Hondurese CD Motagua (4–2). In het seizoen 2013/14 werd de halve finale bereikt, waarin Deportivo Toluca FC uit Mexico te sterk bleek.

## Interlandcarrière
Patrick Pemberton maakte zijn debuut in het Costa Ricaans voetbalelftal op 5 september 2010 in een vriendschappelijke wedstrijd tegen Jamaica (0–1). Hij speelde mee in twee wedstrijden in de laatste ronde van het kwalificatietoernooi voor het wereldkampioenschap 2014. Hij won met Costa Rica de Copa Centroamericana 2013 door in de finale Honduras met 1–0 te verslaan. Nadien werd Pemberton door de UNCAF uitgeroepen tot zowel doelman als speler van het toernooi.

## Erelijst
Alajuelense
- Primera División

2011, 2013
 Costa Rica
- Copa Centroamericana

2013